# Dębowiec (Opole)
Dębowiec is een dorp in de Poolse woiwodschap Opole. De plaats maakt deel uit van de gemeente Prudnik en telt 96 inwoners.

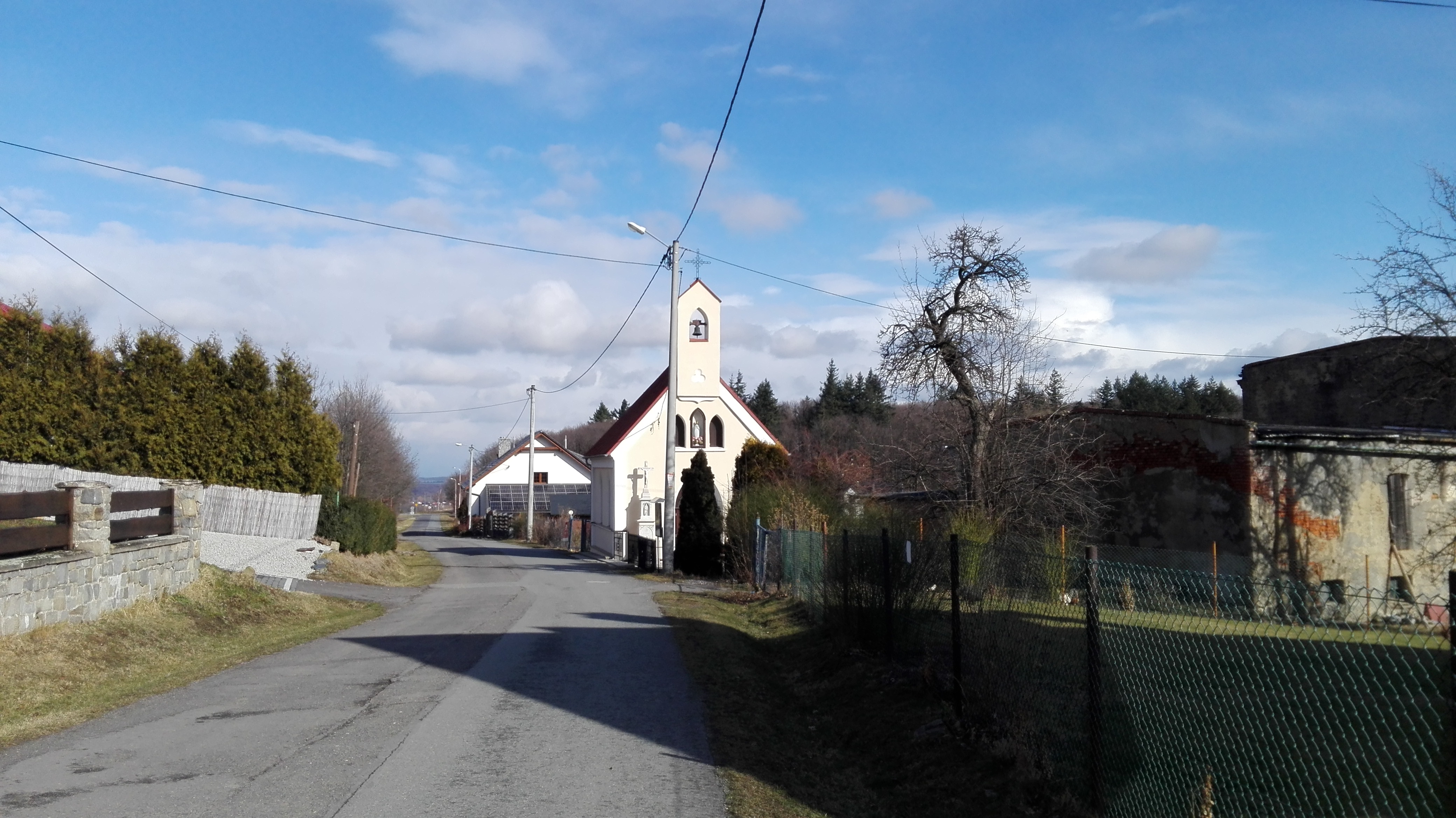